# Тахтамукай
Тахтамука́й (рос. Тахтамука́й; адиг. Тэхъутэмыкъуай) — аул, адміністративний центр Тахтамукайського сільського поселення і Тахтамукайського району Адигеї. За радянських часів селище (аул) носило назву Октябрський.
Розташований за 3 км східніше смт Енем.
Населення — 5 214 осіб (2010).